# Конде сир Сип
Конде сир Сип (фр. Condé-sur-Suippe) насеље је и општина у североисточној Француској у региону Пикардија, у департману Ен (Пикардија) која припада префектури Лаон.
По подацима из 2011. године у општини је живело 222 становника, а густина насељености је износила 38,08 становника/km². Општина се простире на површини од 5,83 km². Налази се на средњој надморској висини од 56 метара (максималној 86 m, а минималној 51 m).

## Демографија
| 1962. | 1968. | 1975. | 1982. | 1990. | 1999. | 2011. |
| ----- | ----- | ----- | ----- | ----- | ----- | ----- |
| 324   | 384   | 312   | 341   | 279   | 260   | 222   |

График промене броја становника у току последњих година